# Parafia Świętej Trójcy w Hermaniszkach
Parafia Świętej Trójcy w Hermaniszkach (białorus. Парафія п.н. Найсвяцейшай Тройцы) – parafia rzymskokatolicka położona w Hermaniszkach w obwodzie grodzieńskim na Białorusi.
Początki parafii sięgają roku 1559.
Obecnie istniejący kościół Świętej Trójcy w Hermaniszkach wzniesiono w 1886.